# Monotes lutambensis
Monotes lutambensis là một loài thực vật thuộc họ Dipterocarpaceae. Đây là loài đặc hữu của Tanzania.